# Lucas Provenzano
Lucas Provenzano João de Deus (Porto Alegre, 26 de janeiro de 1987) é um voleibolista indoor brasileiro, atuante na posição de Líbero, que pela Seleção Brasileira atuou nas categorias de base , época que foi campeão sul-americano infanto-juvenil em 2004 na Colômbia, medalhista de prata no Campeonato Mundial  de 2005 na Argélia; já pela categoria juvenil conquistou ouro no Campeonato Sul-Americano de 2006 no Brasil e no Campeonato Mundial de 2007 realizado no Marrocos. Pela seleção adulta, conquistou ouro na Copa Pan-Americana e também nos Jogos Mundiais Militares, ambas as medalhas no ano de 2011; também foi medalhista de ouro no Campeonato Mundial Militar de 2014 no Brasil. Em clubes, possui a medalha de bronze no Campeonato Sul-Americano de Clubes de 2014 e medalhista de ouro na Liga Europeia MEVZA de 2014-15.

## Carreira
Lukinha desde a categoria infanto-juvenil é convocado para Seleção Gaúcha pela qual conquistou o segundo lugar no Campeonato Brasileiro de Seleções de 2003.
Foi convocado para Seleção Brasileira para representá-la na categoria infanto-juvenil no Campeão Sul-Americano de 2004, este sediado em Cali-Colômbia, ocasião que conferiu mais um ouro para o país e a qualificação para o Mundial da categoria.Defendeu o On Line/Herval  na temporada 2004-05, clube no qual conquistou o título do Campeonato  Gaúcho  de 2004 e o bronze na Superliga Brasileira A correspondente  a esta temporada
Em 2005 voltou a servir a Seleção Brasileira na categoria infanto-juvenil no Campeonato Mundial realizado nas cidades de Alger e Oran, ambas da Argélia, conquistando o vice-campeonato desta edição, se destacou entre os melhores atletas, sendo o segundo colocado com a Melhor Recepção da competição e o sexto Melhor Defensor do Mundial.
Renovou com o On Line para as competições de 2005-06 conquistando o bicampeonato gaúcho em 2005 disputou a Copa Mercosul de 2005 e conquistou o título desta competição, e terminou na sexta colocação na Superliga Brasileira A.
Na categoria juvenil disputou pela Seleção Brasileira o Campeão Sul-Americano de 2006, edição realizada em Manaus,  Brasil ,agregando mais uma medalha de ouro em sua trajetória internacional, além de credenciar o pais em mais um Mundial da categoria, foi eleito o Melhor Líbero e a  Melhor Recepção da edição.
Jogou mais uma temporada pelo  On Line/São Leopoldo, terminando na oitava colocação da Superliga Brasileira A 2006-07.Em 2007 foi convocado para  Seleção Brasileira, ainda na categoria de base, onde disputou o Campeonato Mundial Juvenil  realizado nas cidades marroquinas de Casablanca e Rabat, onde sagrou-se campeão mundial pela primeira vez, ainda destacou-se entre os melhores da competição, ocupando a segunda posição como Melhor Defensor e no fundamento de levantamento ficou em décimo lugar e foi a terceira melhor recepção de toda competição.
Foi contratado pela Tigre/Unisul/Joinville  e disputou por este a temporada 2007-08, conquistado o título do Campeonato Catarinense de 2007. Também disputou o Campeonato Mineiro do mesmo ano, conquistando o vice-campeonato e na Superliga Brasileira a 2007-08 terminou em quarto lugar.
Na temporada 2008-09 renovou com a equipe da Tigre/Unisul/Joinville disputou a Superliga Brasileira A correspondente a temporada, avançando as quartas de final, mas terminou em quinto lugar. Na temporada 2009-10, Lukinhas foi contratado pelo Lupo /Náutico/Let´s terminando em décimo quarto lugar.
Pelo Medley/Campinas disputou a Superliga Brasileira A 2010-11 avançando as quartas de final e encerrando na sétima posição. Foi convocado para Seleção Brasileira na categoria adulta pela primeira vez em 2011, disputando a Copa Pan-Americana em  Gatineau-Canadá obtendo a medalha de ouro e  foi eleito a Melhor Defesa da competição e neste mesmo ano também compos a equipe que representou o Brasil nos Jogos Mundiais Militares realizados no Rio de Janeiro-Brasil conquistando também o ouro e eleito a Melhor Defesa.
Permaneceu no Medley/Campinas por mais uma temporada, e disputou a Superliga Brasileira A 2011-12 terminando em sétimo lugar. Em 2012 transfere-se para o Vivo/Minas, clube pelo qual disputou  a Superliga Brasileira A 2012-13, ocasião que disputou por este as semifinais, encerrando na quarta colocação.
Renovou com o Vivo/Minas para a temporada 2013-14, conquistando o vice-campeonato mineiro de 2013 e disputou os playoffs da Superliga Brasileira A 2013-14, quando avançou  as semifinais desta edição. Esteve pelo Vivo/Minas na disputa do Campeonato Sul-Americano de Clubes de 2014, sediado em Belo Horizonte, ocasião que finalizou com a medalha de bronze.
Transferiu-se para o voleibol europeu e passou a defender a equipe austríaco do Hypo Tirol Innsbruck, na jornada esportiva 2014-15 conquistou a medalha de ouro na Liga Europeia MEVZA de Clubes, e vestia a camisa#2, foi décimo atleta nas estatísticas de eficiência na recepção e o sexto com índice de recepção perfeita e conquistou o título inédito para o clube da Liga A Austríaca (AVL) 2014-15 e o título do Internationales Top Turnier e disputou a Liga dos Campeões da Europa de 2015, encerrando na décima quinta colocação.
Renovou com o Hypo Tirol Innsbruck para a jornada 2015-16, disputou sua segunda edição da Liga dos Campeões da Europa de 2016, cujo clube foi eliminado, foi vice-campeão da Copa MEVZA 2015-16, e vestia a camisa#2.

## Títulos e resultados
- Copa Mercosul:2005[5]
- Copa MEVZA:2016[31]
- Internationales Top Turnier:2015[28]
- Bundesliga A Austríaca:2014-15[27]
- Superliga Brasileira A:2004-05[1]
- Superliga Brasileira A:2007-08,[6] 2012-13[19]
- Campeonato Gaúcho:2004[1]2005[1]
- Campeonato Mineiro:2007[12]
- Campeonato Catarinense:2007[1]
- Campeonato Brasileiro de Seleções (Infanto-Juvenil):2003[2]
- Superliga Brasileira A: 2021–22, 2022–23

## Premiações individuais
- 2º Melhor Receptor do Campeonato Mundial Infanto-Juvenil de 2005[3]
- 6º Melhor Defensor do Campeonato Mundial Infanto-Juvenil de 2005[4]
- Melhor Líbero do Campeonato Sul-Americano Juvenil de 2006[1]
- Melhor Recepção do Campeonato Sul-Americano Juvenil de 2006[1]
- 2º Melhor Defensor do Campeonato Mundial Juvenil de 2007[8]
- 3º Melhor Receptor do Campeonato Mundial Juvenil de 2007[10]
- Melhor Líbero do Campeonato Mundial Juvenil de 2007[1]
- Melhor Defesa da Copa Brasil de 2007
- Melhor Defensor da Copa Pan-Americana de 2011[1]
- Melhor Defensor dos Jogos Mundiais Militares dede 2011[1]
- Melhor Líbero do Campeonato Mundial de Clubes de 2022